# 원시 행성상 성운

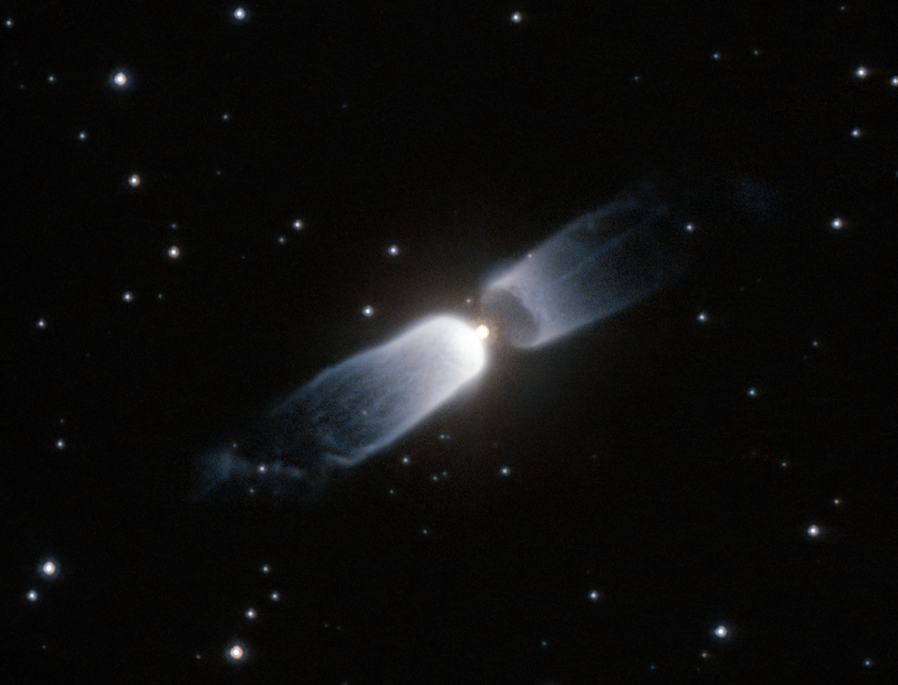
원시 행성상 성운의 모습이다.

원시 행성상 성운(原始 行星狀 星雲, protoplanetary nebula; preplanetary nebula; PPN)은 점근 거성(AGB)과 행성상 성운(PN) 사이에 존재하는, 항성 진화의 매우 짧은 단계이다. PPN은 적외선을 많이 방출하며, 반사 성운의 일종이다.

## 예시
- 부메랑 성운
- 달걀 성운
- 페가수스자리 LL
- 호리병 박 성운
- 서리 사자 성운
- 적색 직사각형 성운
- 고메즈의 햄버거
- 솜사탕 성운
- 민코프스키의 나비, 쌍제트 성운

## 같이 보기
- 성운
  - 양극 성운 (양극성 성운, Bipolar nebula)
  - 행성상 성운
- 쌍 극분출 (Bipolar outflow)
- 항성 진화론
- 적색 거성